# Jasonville (Indiana)
Jasonville es una ciudad ubicada en el condado de Greene en el estado estadounidense de Indiana. En el Censo de 2010 tenía una población de 2222 habitantes y una densidad poblacional de 655,4 personas por km².

## Geografía
Jasonville se encuentra ubicada en las coordenadas 39°9′41″N 87°11′59″O / 39.16139, -87.19972. Según la Oficina del Censo de los Estados Unidos, Jasonville tiene una superficie total de 3.39 km², de la cual 3.39 km² corresponden a tierra firme y (0%) 0 km² es agua.

## Demografía
Según el censo de 2010, había 2222 personas residiendo en Jasonville. La densidad de población era de 655,4 hab./km². De los 2222 habitantes, Jasonville estaba compuesto por el 98.06% blancos, el 0.18% eran afroamericanos, el 0.09% eran amerindios, el 0.41% eran asiáticos, el 0% eran isleños del Pacífico, el 0.41% eran de otras razas y el 0.86% pertenecían a dos o más razas. Del total de la población el 0.77% eran hispanos o latinos de cualquier raza.